# 9713 Oceax
9713 Oceax eller 1973 SP1 är en trojansk asteroid i Jupiters lagrangepunkt L4. Den upptäcktes 19 september 1973 av den nederländsk-amerikanske astronomen Tom Gehrels och det nederländska astronomparet Ingrid van Houten-Groeneveld och Cornelis Johannes van Houten vid Palomar-observatoriet. Den är uppkallad efter Oiax i den grekiska mytologin.
Asteroiden har en diameter på ungefär 19 kilometer.